# Jakriborg
Jakriborg je zástavba (či nové město) v jižním Švédsku, spadající pod Hjärup. Nachází se mezi Malmö a Lundem ve Skåne. Oblast byla postavena koncem 90. let 20. století realitní firmou Jakri AB a od té doby se pomalu rozrůstá. Jakri AB byla založena dvěma bratry, Janem a Kristerem Berggrenovými. Projekt byl realizován díky spolupráci s architekty Robinem Mangerem (SAR / MSA) a Marcusem Axelssonem (SAR / MSA). Projekt Jakriborg je někdy přirovnáván k projektu Poundbury v Anglii.

## Architektura
Jakriborský architektonický styl má celou řadu složitých bludišť tvořených ulicemi a průchody. Jakriborg nemá návaznost na tradiční styly severské Skandinávie, ani funkcionalismus, který byl dominantní ve většině Evropy, po většinu 20. století. Místo toho se stylem předindustriální městské architektury nachází v pobřežní oblasti jižního Baltského a Severního moře od Flander až po Tallinn (příkladem mohou být hanzovní města jako Lübeck. Jakriborg je kritizován architekty dle nichž jde o napodobeninu středověkého města. Některým lidem může Jakriborg připadat jako opuštěná filmová kulisa.

## Historie
Hjärup, pod jehož správu Jakriborg spadá, je postaven na polích obce Uppåkra, která existovala po více než tisíc let jako předchůdkyně Lundu. Roku 990 byla přemístěna o několik kilometrů severovýchodně na nové a bezpečnější místo a dala vzniknout Lundu. Samotná Uppåkra sice ještě dále existovala, ale jen jako malá obec.

## Obyvatelstvo
Zpočátku Jakriborg čítal méně než 300 rodin, do roku 2005 pak počet vzrostl na více než 500 rodin. V roce 2002 společnost nakoupila velké množství okolních pozemků pro budoucí rozšíření s možností až desetinásobku aktuální plochy a kapacity. Nicméně Jakri AB nemá v úmyslu rychlý rozmach oblasti. Domnívají se, že růst by měl probíhat přirozeně prostřednictvím organického růstu společnosti. Proto roční přírůstek bytových jednotek záměrně zůstává nízký.

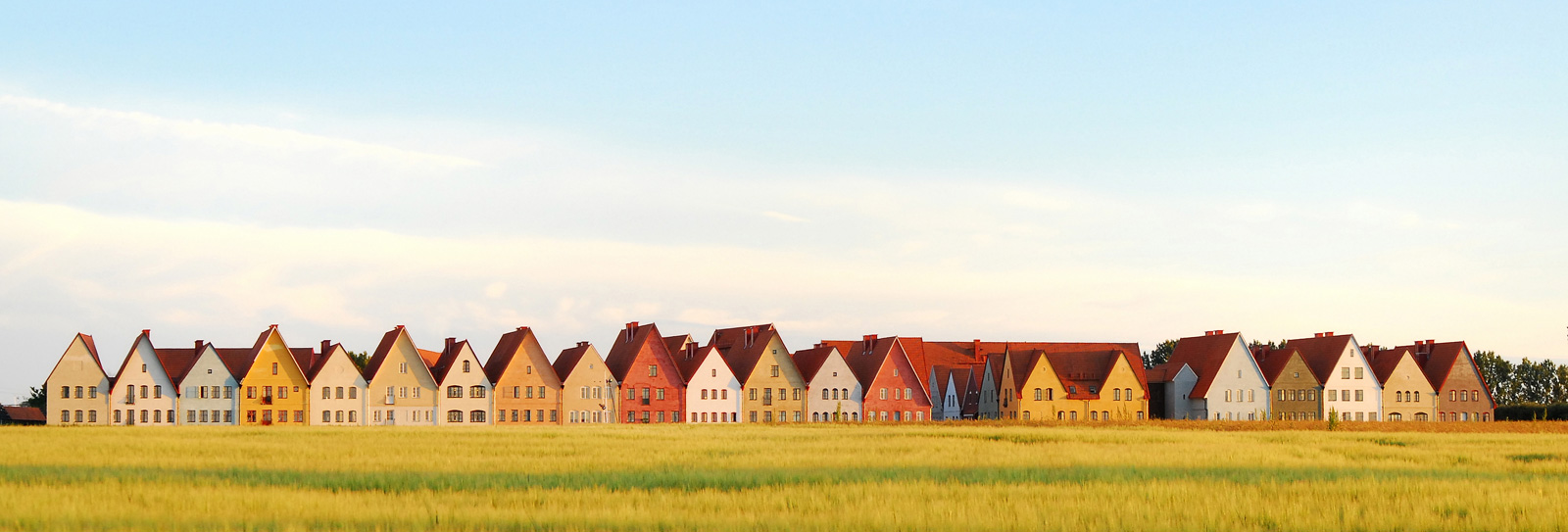
Pohled od severu

## Galerie

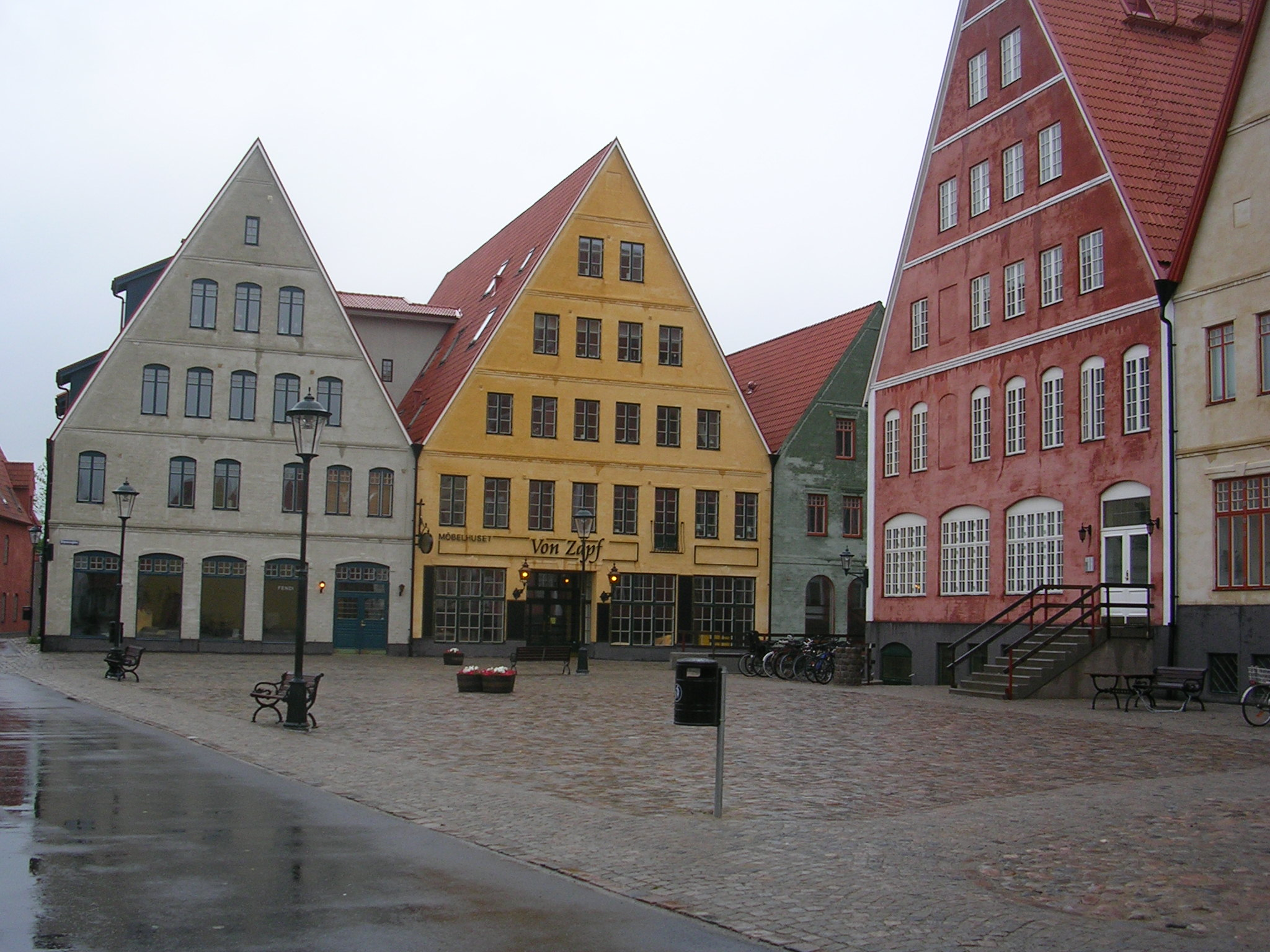
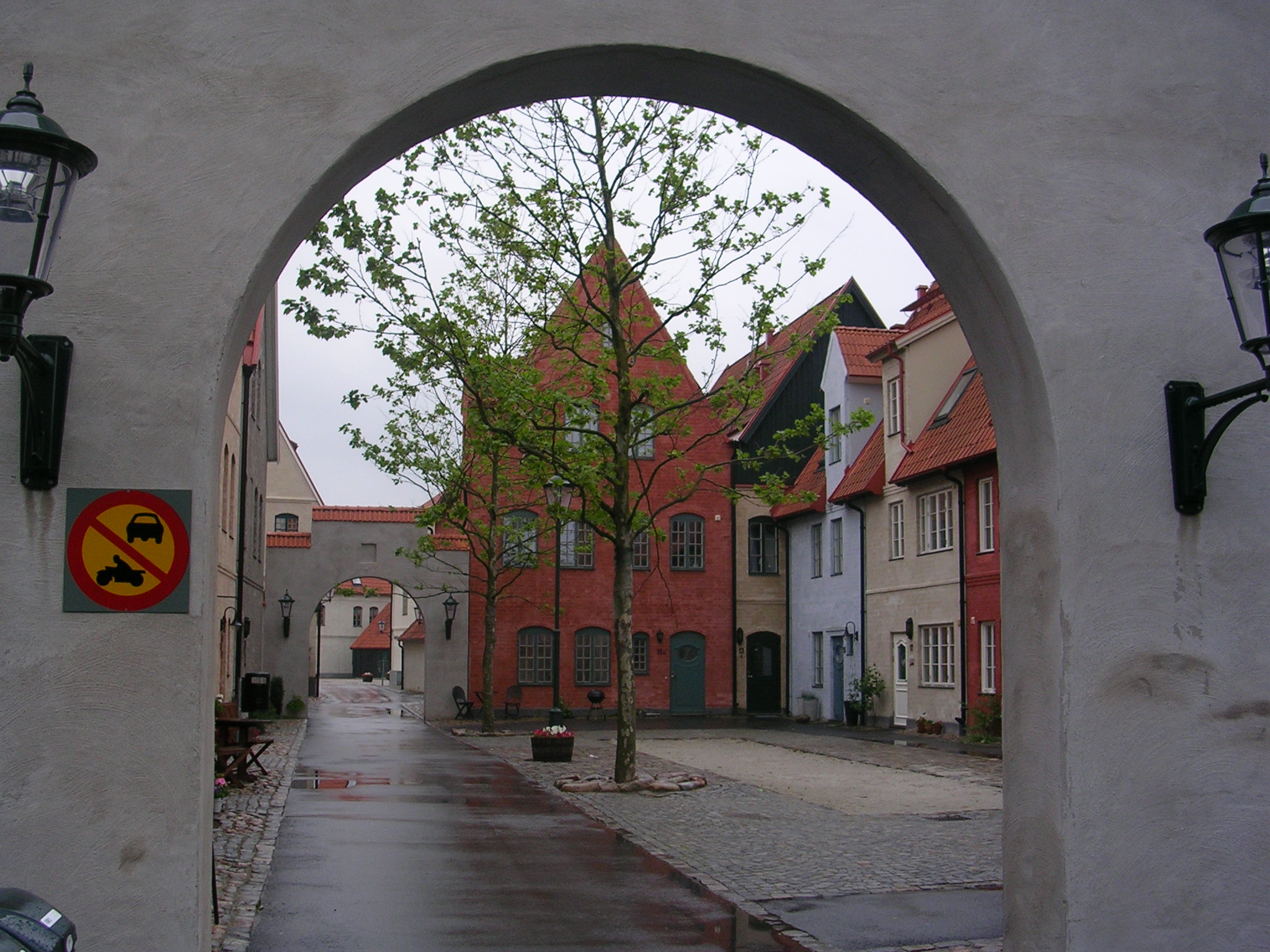
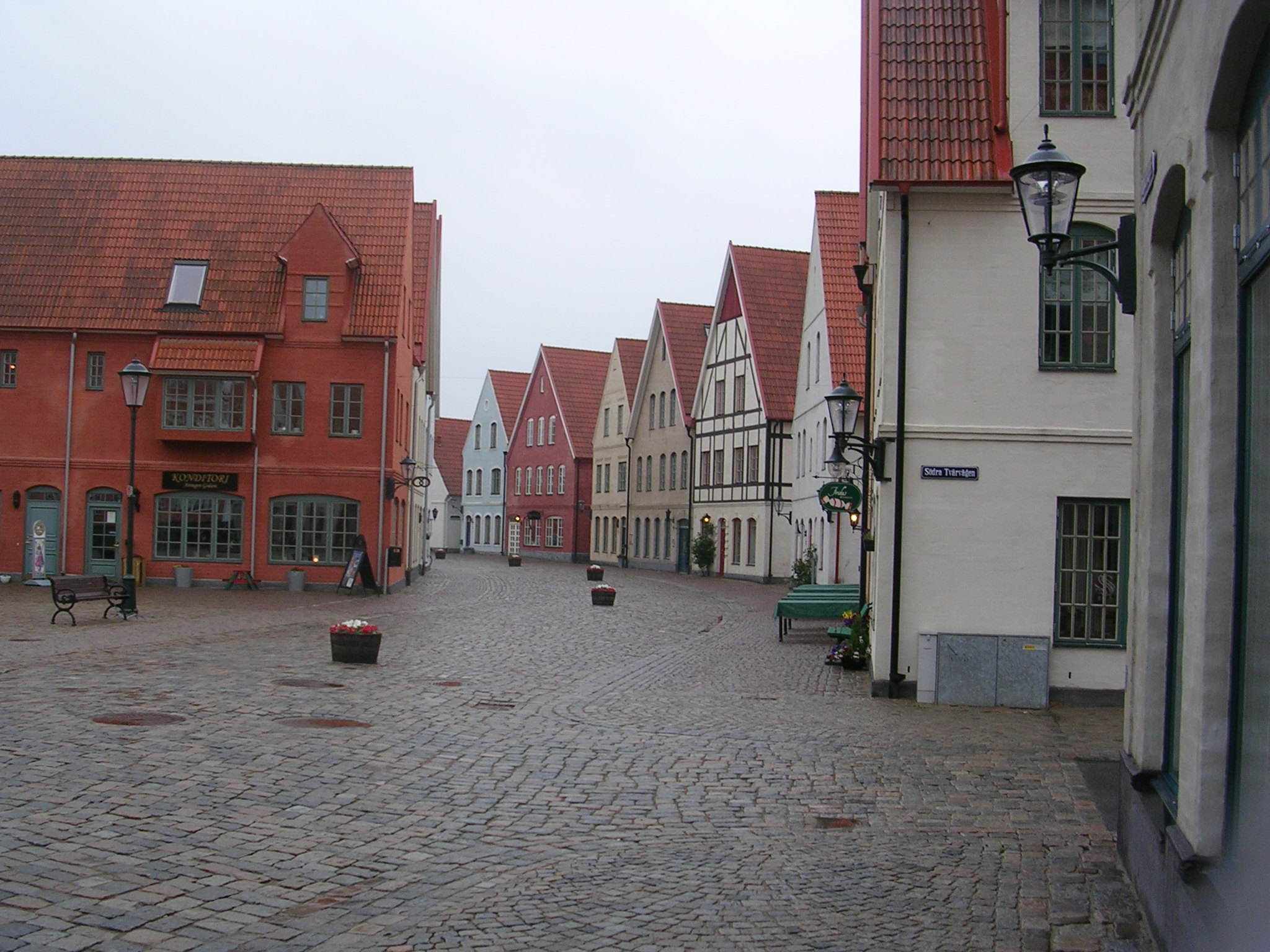
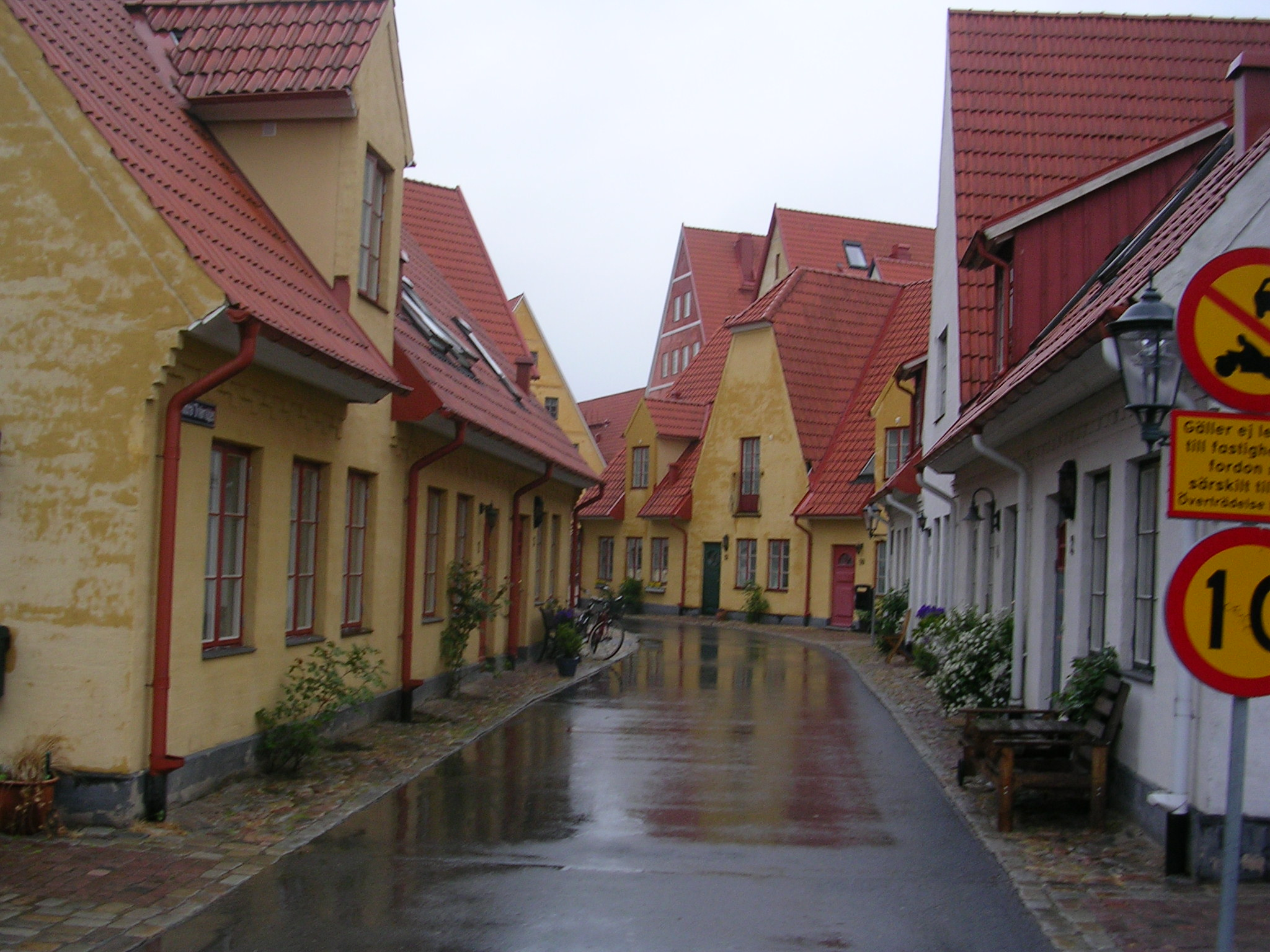